# Grace Lee Whitney
Grace Lee Whitney (nascuda Mary Ann Chase; 1 d'abril de 1930 - 1 de maig de 2015) va ser una actriu i cantant estatunidenca. La seva carrera en el món de l'espectacle va abastar més de mig segle en una varietat de papers a la ràdio, als escenaris, a la música com a cantant i compositora, a la televisió i al cinema. Va interpretar Janice Rand a la sèrie de televisió original Star Trek i a les posteriors pel·lícules de Star Trek.

## Primers anys
Whitney va néixer l'1 d'abril de 1930 a Ann Arbor, Michigan, i va ser adoptada per la família Whitney, que va canviar el seu nom a Grace Elaine. La família es va traslladar a Detroit, on Whitney va anar a l'escola. Va començar la seva carrera en el món de l'espectacle com a "cantant" a la ràdio WJR de Detroit als 14 anys. Després de marxar de casa, va començar a fer-se dir Lee Whitney, i finalment va ser coneguda com a Grace Lee Whitney. A finals de l'adolescència, es va traslladar a Chicago, on va fer de telonera a clubs nocturns per a Billie Holiday i Buddy Rich, i va fer gires amb les bandes Spike Jones i Fred Waring.

## Primers papers

### Ràdio
Whitney va ser el personatge original de sirena Chicken of the Sea creat el 1952. Chicken of the Sea ha mantingut la sirena com a mascota al llarg dels anys. Whitney va arribar a interpretar l'icònic personatge de sirena mentre apareixia a The Edgar Bergen and Charlie McCarthy Show a la ràdio CBS. El programa es va emetre davant d'un públic d'estudi en directe amb Whitney disfressada i cantant la cançó de la tonyina.

### Teatre
Whitney va debutar al Winter Garden Theatre de Broadway a Top Banana, amb Phil Silvers i Kaye Ballard el 1952, interpretant Miss Holland. Aquí va conèixer el seu futur marit, Sydney Stevan Dweck, que era bateria i percussionista independent i membre de la banda del programa. Després de l'èxit de l'espectacle a Nova York, es va unir al repartiment de Hollywood, on va recrear el paper a la pel·lícula musical de 1954 del mateix nom.
Va ser corista als musicals off-Broadway Great to be Alive! (1953) i The Pajama Game (1956).
El 1960, mentre era a Los Angeles, Whitney va fer una audició i va ser escollida per al paper protagonista de Lucy Brown a la primera gira nacional de L'òpera dels tres rals, substituint Bea Arthur, que havia interpretat el paper a l'off-Broadway de Nova York.

### Cinema
El seu debut cinematogràfic va ser a Els crims del museu de cera (1953) en un paper sense aparèixer als crèdits. Whitney va ser escollida com a membre de la banda femenina a la comèdia de Billy Wilder Ningú no és perfecte (1959). Va compartir diverses escenes amb Jack Lemmon, Tony Curtis i Marilyn Monroe. Va tenir papers no acreditats a The Naked and the Dead (1958), The Rise and Fall of Legs Diamond (1960) i Un gàngster per a un miracle (1961). Whitney va ser acreditada com a Tracey Phillips al drama A Public Affair (1962), i com a Texas Rose al western The Man from Galveston (1963). Billy Wilder li va donar el paper destacat de Kiki la cosaca a Irma la Douce (1963).

### Televisió
Va aparèixer en episodis de The Real McCoys, Wagon Train, The Islanders, Hennesey, The Roaring 20s, Gunsmoke, Bat Masterson, The Rifleman, 77 Sunset Strip, Mike Hammer, Batman, The Untouchables, Hawaiian Eye, The Outer Limits, Embruixada, Mannix, Death Valley Days, The Big Valley i The Virginian.
Durant les dècades de 1950 i principis de 1960, Whitney va ser una freqüent i semiregular en més de 80 programes de televisió en directe, incloent-hi You Bet Your Life presentat per Groucho Marx el 1953, The Red Skelton Show, The Jimmy Durante Show i The Ernie Kovacs Show, apareixent principalment en esquetxos de broma. De 1957 a 1958, va aparèixer com un "adorn tipus Vanna" al popular programa diürn Queen for a Day.

## Star Trek

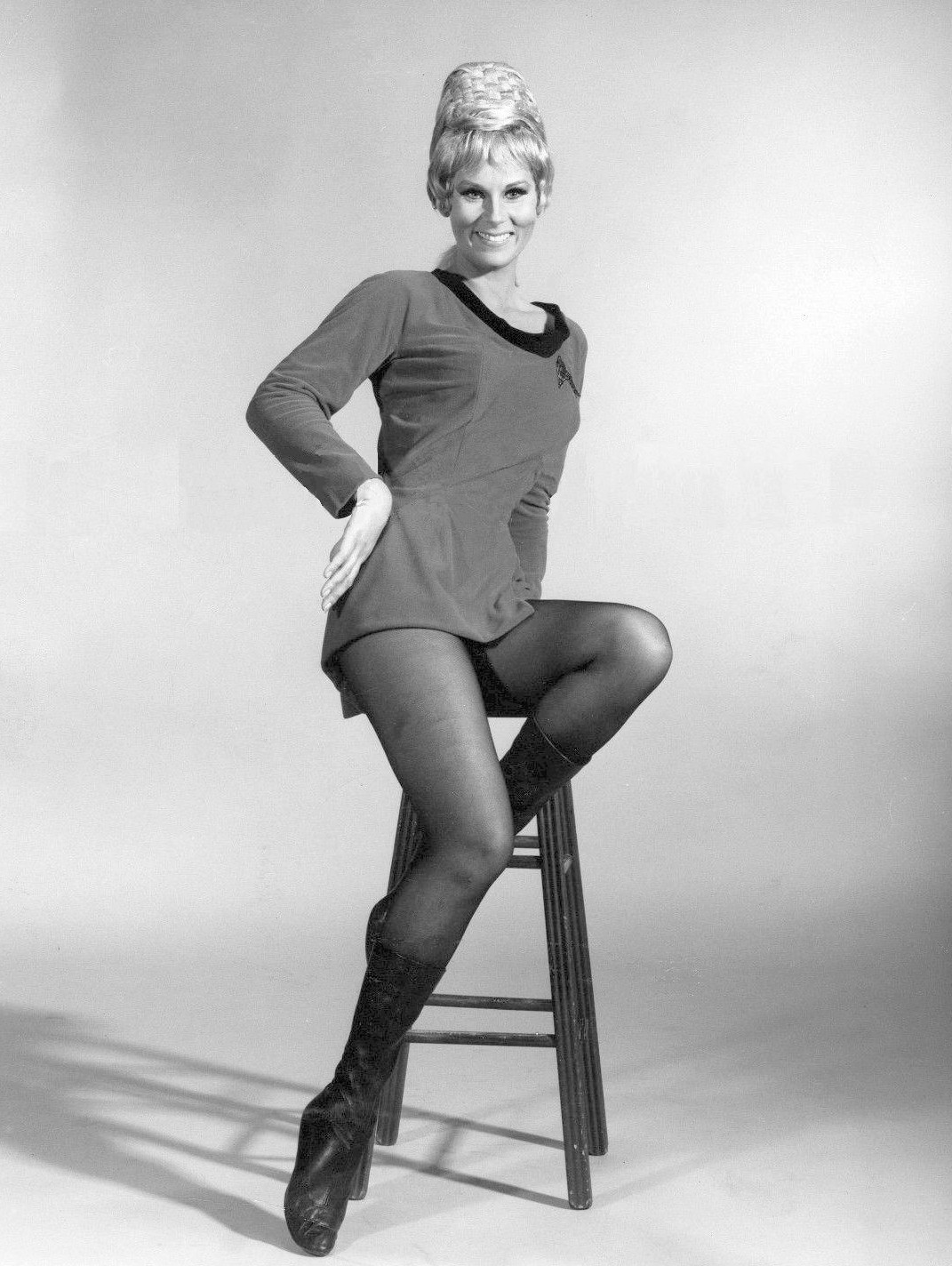
Grace Lee Whitney com a contramestre Janice Rand a Star Trek (1966)

Whitney va conèixer per primera vegada el creador de Star Trek Gene Roddenberry quan va ser escollida com a protagonista femenina "Sgt. Lilly Monroe" al pilot de televisió de Roddenberry "Police Story", que es va filmar poques setmanes després del segon pilot de "Star Trek" el 1965.
Ambdues sèries van compartir molts dels mateixos membres de l'equip, inclòs el productor associat Robert H. Justman, l'executiu a càrrec de la producció Herbert F. Solow i l'eventual coprotagonista de "Star Trek" DeForest Kelley. "Police Story" no es va emetre, però "Star Trek" sí. ("Police Story" es va projectar més tard com a pel·lícula per a televisió el 1967 juntament amb diversos altres pilots fallits; en aquest moment "Star Trek" estava a la seva segona temporada. Les cadenes van tornar a optar per no emetre’l.)
Roddenberry va escollir Whitney per a "Star Trek" com a contramestre Janice Rand, l'assistent personal del capità James T. Kirk. Mentre que les estrelles de la sèrie eren William Shatner (capità Kirk) i Leonard Nimoy (Sr. Spock), Whitney va compartir el mateix paper que DeForest Kelley, que interpretava el doctor Leonard McCoy.
L'1 de setembre de 1966, una setmana abans de l'emissió del primer episodi a la NBC, Whitney, Shatner i Nimoy van ser entrevistats per Barbara Walters a The Today Show, on van parlar de la nova sèrie. Les primeres fotografies promocionals de "Star Trek" també mostraven Shatner, Nimoy i Whitney, per separat i junts, amb vestuari de preproducció per a tots, i una versió inicial del pentinat de "rusc" que el personatge de Whitney tenia als episodis filmats.
Whitney va aparèixer en vuit dels primers 15 episodis, després dels quals li van rescindir el contracte. La raó oficial que es va donar per a la sortida de Whitney de la sèrie va ser que el seu personatge limitava les possibilitats romàntiques del capità Kirk.
En aquell moment, Whitney tenia garantida l'aparició en set dels primers 13 episodis i tenia un contracte de quatre dies per a cadascun. Tanmateix, va ser utilitzada durant nou dies més. El 8 de setembre de 1966, també data d'emissió del primer episodi de Star Trek, "El parany home", l'agent de Whitney va ser informat que el seu contracte havia estat rescindit, que va ser aproximadament una setmana abans del rodatge del seu penúltim episodi, "La consciència del rei". Roddenberry va dir a Whitney que no volia perdre Rand, ja que volia que la seva relació amb Kirk continués. En un memoràndum al productor creador Gene L. Coon de Star Trek el 27 d'octubre de 1966, Roddenberry va suggerir que Whitney tornés a ser Rand, tot i que amb un pentinat diferent, similar a com el portava a Police Story, ja que això "la feia semblar molt més jove i suau", però mai va ser convidada a tornar a la sèrie.
Whitney va dir que, mentre encara tenia contracte, va ser agredida sexualment per un executiu associat a la sèrie. Més tard, en una entrevista pública, va declarar que Leonard Nimoy havia estat la seva principal font de suport durant aquell temps. Va entrar en més detalls sobre l'agressió al seu llibre "The Longest Trek", però es va negar a anomenar l’executiu, dient al llibre: "Aquesta és la meva història, no la seva".

## Després de "Star Trek"
Entre els anuncis de convidada a la televisió, Whitney va tornar a cantar i el 1968 va obrir la seva pròpia empresa de disseny de vestits, modelant els seus propis dissenys mentre actuava. Va protagonitzar l'episodi de televisió en dues parts "Way Down Cellar" de 1968 Walt Disney's Wonderful World of Color.
Després de casar-se amb el seu segon marit el 1970, Whitney va deixar d'actuar per treballar en la seva carrera de cantant mentre ella i el seu nou marit vivien a casa seva a Vall de San Fernando criant els nens juntament amb quatre gossos gran danès.

### Tornada a la franquíciaStar Trek

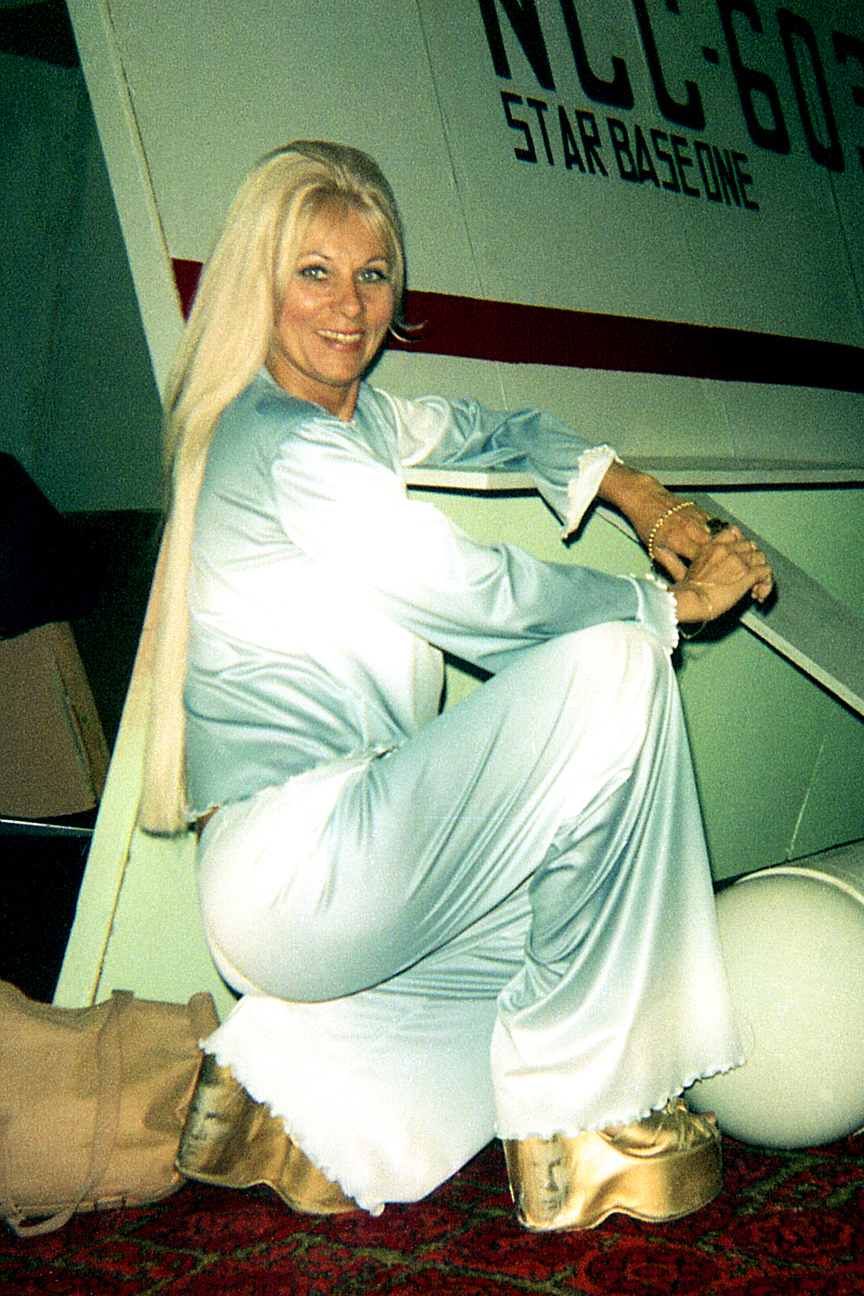
Whitney posant amb una recreació d'atrezzo de la llançadora Star Trek en una convenció de ciència-ficció, 1975

Whitney va tornar a la franquícia Star Trek a mitjans dels anys setanta després que DeForest Kelley veiés Whitney a la cua de l'atur i li digués que els fans havien estat preguntant per ella a les convencions de fans que començaven a ser regulars i nombroses als Estats Units. Va assistir a la seva primera convenció, "Equicon-76", el 1976 i va ser ben rebuda. Durant les dècades de 1970 i 1980, va assistir regularment a convencions de fans de "Star Trek" i ciència-ficció, sovint actuant amb la seva banda Star.
A finals dels anys setanta es va parlar del retorn de Star Trek com a nova sèrie de televisió, com a Star Trek: Phase II. La nova sèrie es va anunciar oficialment el 10 de juny de 1977. Casualment, després de llegir la contraportada del llibre Letters to Star Trek de Susan Sackett i descobrir que una de les preguntes freqüents enviades a l'equip de producció era "Què li va passar a Grace Lee Whitney?", la mateixa Whitney es va posar en contacte amb Sackett i va ser convidad a reunir-se amb Roddenberry a la seva oficina a Paramount Studios. Com que no la veia en més de 10 anys, estava emocionat i content de veure-la i immediatament es va oferir a tornar a portar el personatge de Rand per a "Phase II", descrivint l'eliminació de Rand de "La Sèrie Original" com el seu error més gran i culpant-ne els executius de la NBC.
Malgrat un desenvolupament considerable, Paramount Pictures van canviar d'opinió sobre la sèrie de televisió i, en canvi, van decidir que "Star Trek" tornés com a pel·lícula. Star Trek: La pel·lícula va començar a rodar-se a l'agost de 1978 i es va estrenar el 1979. Whitney va repetir el seu paper de Janice Rand, amb un ascens a suboficial i en el càrrec de Cap de Transport.
També va fer cameos en pel·lícules posteriors, Star Trek 3: A la recerca de Spock (1984) i Star Trek 4: Missió salvar la Terra (1986). A Star Trek VI: The Undiscovered Country (1991), va ser escollida com a oficial de comunicacions de l'USS Excelsior amb un altre ascens, com a tinent comandant Janice Rand.
Cinc anys més tard, el 1996, per celebrar el 30è aniversari de la franquícia, va tornar a l'episodi "Salt enrere" de "Star Trek: Voyager", juntament amb George Takei.
A més d'aquestes aparicions canòniques, Whitney va repetir el seu paper en dues produccions de fanficció de Star Trek: "Star Trek: New Voyages" i "Star Trek: Of Gods and Men". "New Voyages" es va estrenar el 24 d'agost de 2007, mentre que "Of Gods and Men" va debutar a finals de 2007. Aquesta última va ser la seva última aparició a la pantalla com a personatge de Star Trek. El cinquè episodi de la producció de fanficció Star Trek Continues, "Divided We Stand" (publicat el 26 de setembre de 2015), va estar dedicat al seu "esperit encantador i entranyable".

## Papers televisius posteriors
Els papers de Whitney a la dècada de 1970 van incloure The Bold Ones, Cannon, The Next Step Beyond i Hart to Hart. El 1983, va tenir un petit paper a la pel·lícula de televisió The Kid with the 200 I.Q., amb Gary Coleman. La seva última aparició com a convidada a la televisió va ser en un episodi de Diagnosis: Murder el 1998, que la va reunir amb els seus col·legues de Star Trek George Takei, Walter Koenig i Majel Barrett.

## Música

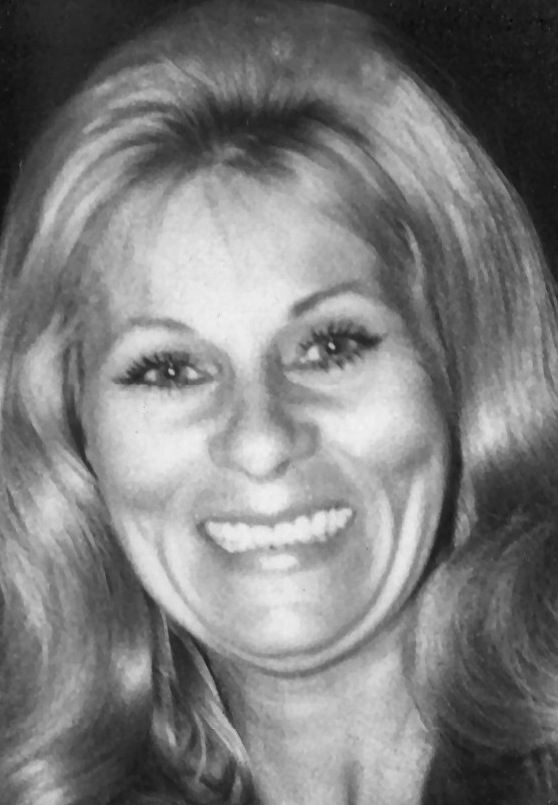
Whitney als primers Premis de Ciència Ficció, Terror i Fantasia, 5 de desembre de 1976

A les dècades de 1960 i 1970, va cantar amb diverses orquestres i bandes, inclosa la Keith Williams Orchestra. Més tard, es va concentrar en la vocalització de jazz/pop mentre liderava la banda Star. Quan va fe un pas enrere en la interpretació a mitjans de la dècada de 1970, va actuar amb la seva banda a Disneyland, bars mitvahs, festes privades, esdeveniments polítics, escoles i en convencions de ciència-ficció durant la resta de la dècada de 1970, mentre criava els seus fills.
A mitjans dels anys setanta va escriure diverses cançons relacionades amb "Star Trek" amb el seu segon marit, Jack Dale. El 1976 es va publicar un disc de 45 rpm, amb el seu propi segell, amb les cançons "Disco Trekin'" (cara A) i "Star Child" (cara B).
Va gravar cançons com ara "Charlie X", "Miri", "Enemy Within", i "USS Enterprise". Moltes d'aquestes cançons es van publicar a la dècada del 1990 en cinta de casset: Light at the End of the Tunnel el 1996 i Yeoman Rand Sings! el 1999.

## Autobiografia
L'autobiografia de Whitney, The Longest Trek: My Tour of the Galaxy, es va publicar el 1998 (ISBN 1-884956-05-X). Juntament amb la seva contractació i acomiadament de "Star Trek", el llibre relata el seu treball com la primera sirena Chicken of the Sea i les seves lluites amb l'alcohol i l'abús de substàncies i la seva eventual recuperació.

## Vida personal i mort
El primer marit de Whitney, Sydney Steven Dweck, era un bateria independent que va conèixer mentre era a Broadway a la dècada de 1950. Es van casar el 1954. Com era jueu sefardita, Whitney va haver de convertir-se al judaisme per casar-s'hi. Van tenir dos fills: Scott i Jonathan Dweck. Es va divorciar del seu primer marit el 1966 i es va casar amb el seu segon marit, Jack Dale, el 1970. A la seva autobiografia, va afirmar que va tenir relacions amb Buzz Aldrin i Harlan Ellison mentre encara estava legalment casada amb el seu segon marit.
Whitney es va involucrar en l'alcohol, les drogues i la promiscuïtat des dels 13 anys i va lluitar contra aquestes addiccions al llarg de la seva carrera i vida. Les addiccions de Whitney van augmentar després de deixar "Star Trek". Durant el rodatge de "Star Trek: La pel·lícula" va intentar estar sòbria, però "va canviar les addiccions de l'alcohol a la marihuana". Després de l'estrena de la pel·lícula el 1979, es va quedar tan sorpresa en veure com semblava de vella a la pel·lícula que va reprendre la beguda i es va dedicar a la prostitució, acabant a Skid Row a Los Angeles.
En una entrevista del 2011 amb StarTrek.com, Whitney va relatar la seva batalla contra l'alcohol i l'abús de drogues durant la dècada de 1970 i el coratge i la força que va demostrar per superar finalment aquestes addiccions.
| « | "... I gairebé em vaig suïcidar per aquell rebuig [ser acomiadada de Star Trek.] I quan anava a entrevistes, feia olor d'alcohol. Era molt Lindsay Lohan, molt Charlie Sheen. Estava perduda. Estava perduda i vaig començar a tocar fons. Em va costar uns 10 anys després de ser esborrada per tornar en mi, quan vaig tocar fons." ....I tocar fons significava que estava farta i cansat d'estar-ho i havia de demanar ajuda. El que va passar va ser que jo era a Skid Row, al carrer 6 amb el carrer Main a Los Angeles, buscant els meus companys de nivell inferior per obtenir algun tipus d'ajuda, quan un home de la Midnight Mission anomenat Clancy, que és un guru del programa de 12 passos, em va fer baixar allà. El seu apadrinat em va ajudar a arribar a la meva primera reunió de 12 passos on Déu em va alliberar absolutament. No hi havia cap dubte. No podia deixar de beure. Estava consumint moltes drogues del Dr. Feelgood. Molts actors utilitzaven les amfetamines del Dr. Feelgood per mantenir-se prims, per funcionar. És simplement insidiós. Un cop comences a beure i consumir, és gairebé impossible sortir-ne sense la gràcia de Déu, que és a la qual dono el meu mèrit. Leonard Nimoy (que també és un alcohòlic en recuperació) es va emocionar tant que (més tard) va escriure el pròleg del meu llibre. Però així és com vaig començar la meva recuperació i el meu viatge de tornada a l'estudi per fer les paus, per fer tot el que he hagut de fer allà. | » |

 Amb l'ajuda del programa de 12 passos, va deixar de beure el 1981.
| « | "...Bé, vaig patir l'agressió sexual d'algú a Desilu, que més tard vaig descobrir que va ser comesa per molts productors (durant aquella època). Va ser abans que entrés en vigor la llei d'agressió sexual. Jo vaig ser una de les víctimes. Em van acomiadar del programa, però més tard vaig descobrir que estava en procés abans de l'agressió. Havia estat culpant l'agressió durant la major part de la meva vida, fins... quan vaig deixar de beure." | » |

Uns anys més tard, després d'un viatge a Israel, Whitney es va convertir en una cristiana renascuda. En un número de 1995 de TV Guide, Whitney va descriure el seu camí cap a la recuperació amb la seva nova fe:
| « | Vaig lliurar la meva vida a Jesús i vaig començar a viatjar enrere. L'eufòria que buscava en les drogues i l'alcohol finalment la vaig trobar en Jesucrist... Molta gent pensa que es pot recuperar totalment de les addiccions si té Jesucrist. Pensen que això els farà nous i els eliminarà les addiccions. Realment no crec que sigui possible. Crec que Déu m'ha tret l'alcoholisme avui. M'ha tret les addiccions avui. Però he de començar de nou cada dia. He de començar els 12 passos cada dia. Li he de dedicar la meva vida cada dia. | » |

Whitney va dedicar la resta de la seva vida a ajudar els altres a superar l'addicció i va ser una treballadora destacada amb altres persones a Alcohòlics Anònims. Ha parlat en esglésies, organitzacions, presons i convencions de mitjans de comunicació. Després de divorciar-se del seu segon marit el 1991, es va traslladar a Coarsegold (Califòrnia) el 1993 per estar a prop de Jonathan, també cristià, i "va continuar la seva tasca de fraternitat als comtats de Fresno i Madera".
Whitney va morir de causes naturals a casa seva a Coarsegold l'1 de maig de 2015, als 85 anys.
Jonathan Dweck va dir que la seva mare volia ser coneguda més com a supervivent de l'addicció que com a membre del repartiment de Star Trek.

## Filmografia
| Any  | Títol                                  | Paper                            | Notes                                                                         |
| ---- | -------------------------------------- | -------------------------------- | ----------------------------------------------------------------------------- |
| 1952 | Cowboy G-Men (sèrie de televisió)      | Noia de saloon                   | Episodi "Hangfire" (com a Ruth Whitney)                                       |
| 1953 | Els crims del museu de cera            | Ballarina de Can-Can             | Sense acreditar (com a Ruth Whitney)                                          |
| 1954 | Top Banana                             | Miss Holland                     | Sense acreditar                                                               |
| 1958 | The Naked and the Dead                 | Noia en una seqüència de somnis  | Sense acreditar                                                               |
| 1958 | The Walter Winchell File               | Midge                            | Episodi: "Night People" (com a Lee Whitney)                                   |
| 1958 | The Life and Legend of Wyatt Earp      | Noia de taverna                  | Episodi "Kill The Editor" (com a Ruth Whitney)                                |
| 1959 | Ningú no és perfecte                   | Rosella                          | Sense acreditar                                                               |
| 1960 | The Rise and Fall of Legs Diamond      | Noia vestida de manera cridanera | Sense acreditar                                                               |
| 1961 | Bat Masterson                          | Louise Talbot                    | Episodi "El bo i el dolent"                                                   |
| 1961 | Un gàngster per a un miracle           | Queenie's 'Broad' in Black Dress | Sense acreditar                                                               |
| 1961 | 77 Sunset Strip                        | Abril                            | Sèrie de televisió, 5 episodis                                                |
| 1962 | A Public Affair                        | Tracey Phillips                  |                                                                               |
| 1962 | The Rifleman                           | Rose                             | Temporada 4 Episodi 24 "Tinhorn"                                              |
| 1963 | The Virginian                          | Nina                             | Temporada 1 Episodi 26 "Echo of Another Day"                                  |
| 1963 | Critic's Choice                        | Paper secundari                  |                                                                               |
| 1963 | L'home de Galveston                    | Texas Rose                       | Sèrie de televisió, 1 episodi                                                 |
| 1963 | Irma la Douce                          | Kiki la cosaca                   |                                                                               |
| 1964 | The Outer Limits                       | Carla Duveen                     | Episodi "Controlled Experiment" (únic episodi de comèdia de The Outer Limits) |
| 1964 | Embruixada                             | Babs Livingston                  | Temporada 1 Episodi 3 "It Shouldn't Happen to a Dog"                          |
| 1966 | Star Trek                              | Contramestre Janice Rand         | Sèrie de televisió, 8 episodis                                                |
| 1967 | Batman                                 | Neila                            | Episodis "King Tut's Coup" i "Batman's Waterloo"                              |
| 1967 | Rango                                  | Noia                             | Episodi "My Teepee Runneth Over"                                              |
| 1968 | Mannix                                 | Gloria                           | Episodi "Another Final Exit"                                                  |
| 1968 | Walt Disney's Wonderful World of Color | Velma                            | "Way Down Cellar" (episodi de 2 parts)                                        |
| 1968 | Cimarron Strip                         | Katie                            | Episodi "Knife in the Darkness"                                               |
| 1969 | The Outsider                           | Claire                           | Episodi: "The Secrets of Marengo Bay" (S01E15)                                |
| 1974 | Cannon                                 | Ida                              | Episodi: "The Deadly Trail" (S4E5)                                            |
| 1978 | The Next Step Beyond                   | Dr. Dorothy Alsworth             | Episodi "The Confession" (S01E23)                                             |
| 1979 | Star Trek: La pel·lícula               | Janice Rand                      | Operador de transport                                                         |
| 1984 | Star Trek 3: A la recerca de Spock     | Janice Rand                      | Dona a la cafeteria                                                           |
| 1986 | Star Trek 4: Missió salvar la Terra    | Janice Rand                      | Oficial de comunicacions de la flota estel·lar                                |
| 1991 | Star Trek VI: The Undiscovered Country | Janice Rand                      | Oficial de comunicacions de l’Excelsior                                       |
| 1996 | Star Trek: Voyager                     | Janice Rand                      | Sèrie de teelevisió, 1 episodi                                                |
| 2007 | Star Trek: New Voyages                 | Janice Rand                      | sèrie de fanficció Star Trek, 1 episodi                                       |
| 2007 | Star Trek: Of Gods and Men             | Janice Rand                      | Star Trek fanficció (últim paper)                                             |
| 2009 | Bring Back... Star Trek                | Herself                          | Sèrie documental britànica                                                    |